# Campeonato Sudamericano de Voleibol Femenino Sub-23 de 2016
El Campeonato Sudamericano de Voleibol Femenino Sub-23 de 2016 fue la II edición de este torneo de selecciones femeninas de voleibol categoría sub-23 pertenecientes a la Confederación Sudamericana de Voleibol (CSV), se llevó a cabo del 27 al 31 de julio de 2016 en la ciudad de Lima, capital del Perú, que fue asignada como sede en marzo de 2016.
El torneo fue organizado por la Federación Peruana de Voleibol bajo la supervisión de la CSV y otorgará un cupo al Campeonato Mundial de Voleibol Femenino Sub-23 de 2017 al equipo que resulte campeón.
La selección de Brasil se coronó campeón del torneo al derrotar en la final a Colombia por tres sets a uno, de esta manera Brasil obtuvo su segundo título sudamericano categoría sub-23 tras el conseguido en 2014. Por su parte, las selecciones de Colombia y Perú repitieron el segundo y tercer lugar respectivamente, idéntica ubicación que alcanzaron en la edición anterior del campeonato.

## Sede
El torneo se desarrolla en dos subsedes ubicadas en los distritos limeños de Miraflores y San Borja.
| Lima, sede del Campeonato Sudamericano de Voleibol Femenino Sub-23 de 2016 | Miraflores                        |
| -------------------------------------------------------------------------- | --------------------------------- |
| Lima, sede del Campeonato Sudamericano de Voleibol Femenino Sub-23 de 2016 | Coliseo Niño Héroe Manuel Bonilla |
| Lima, sede del Campeonato Sudamericano de Voleibol Femenino Sub-23 de 2016 | Capacidad: 6000                   |
| Lima, sede del Campeonato Sudamericano de Voleibol Femenino Sub-23 de 2016 |                                   |
| Lima, sede del Campeonato Sudamericano de Voleibol Femenino Sub-23 de 2016 | San Borja                         |
| Lima, sede del Campeonato Sudamericano de Voleibol Femenino Sub-23 de 2016 | Coliseo Eduardo Dibós             |
| Lima, sede del Campeonato Sudamericano de Voleibol Femenino Sub-23 de 2016 | Capacidad: 3000                   |
| Lima, sede del Campeonato Sudamericano de Voleibol Femenino Sub-23 de 2016 |                                   |

## Equipos participantes
Seis selecciones confirmaron su participación en la competencia.
- Argentina
- Brasil
- Chile
- Colombia
- Perú (local)
- Uruguay

## Calendario
Calendario oficial del torneo presentado el 19 de junio de 2016.
| Fase           | Jornadas                 | Fechas      |
| -------------- | ------------------------ | ----------- |
| Fase de grupos | Jornada 1                | 27 de julio |
| Fase de grupos | Jornada 2                | 28 de julio |
| Fase de grupos | Jornada 3                | 29 de julio |
| Fase final     | Partido 5.º y 6.º puesto | 30 de julio |
| Fase final     | Semifinales              | 30 de julio |
| Fase final     | Partido 2.º y 3.º puesto | 31 de julio |
| Fase final     | Final                    | 31 de julio |

## Resultados
- Las horas indicadas corresponden al huso horario local del Perú (Tiempo del Perú – PET): UTC-5.

### Fase de grupos
– Clasificados a las Semifinales.      – Pasan a disputar el partido por el 5.º y 6.º lugar.

#### Grupo A
|     |           | Partidos | Partidos | Partidos |     | Sets | Sets | Sets  | Puntos | Puntos | Puntos |
| Pos | Equipo    | PJ       | PG       | PP       | Pts | SG   | SP   | Ratio | PG     | PP     | Ratio  |
| --- | --------- | -------- | -------- | -------- | --- | ---- | ---- | ----- | ------ | ------ | ------ |
| 1   | Brasil    | 2        | 2        | 0        | 6   | 6    | 0    | MAX   | 150    | 86     | 1.744  |
| 2   | Argentina | 2        | 1        | 1        | 3   | 3    | 3    | 1.000 | 119    | 124    | 0.959  |
| 3   | Chile     | 2        | 0        | 2        | 0   | 0    | 6    | 0.000 | 91     | 150    | 0.606  |

| Fecha       | Hora  | Partido   | Partido   | Partido   | Sets  | Sets  | Sets  | Sets | Sets | Puntuación total | Reporte |
| Fecha       | Hora  |           | Resultado |           | 1     | 2     | 3     | 4    | 5    | Puntuación total | Reporte |
| ----------- | ----- | --------- | --------- | --------- | ----- | ----- | ----- | ---- | ---- | ---------------- | ------- |
| 27 de julio | 17:00 | Argentina | 3 – 0     | Chile     | 25-13 | 25-18 | 26-18 | -    | -    | 75 – 49          | Reporte |
| 28 de julio | 14:45 | Chile     | 0 – 3     | Brasil    | 14-25 | 19-25 | 9-25  | -    |      | 42 – 75          | Reporte |
| 29 de julio | 14:45 | Brasil    | 3 – 0     | Argentina | 25-14 | 25-20 | 25-10 | -    | -    | 75 – 44          | Reporte |

#### Grupo B
|     |          | Partidos | Partidos | Partidos |     | Sets | Sets | Sets  | Puntos | Puntos | Puntos |
| Pos | Equipo   | PJ       | PG       | PP       | Pts | SG   | SP   | Ratio | PG     | PP     | Ratio  |
| --- | -------- | -------- | -------- | -------- | --- | ---- | ---- | ----- | ------ | ------ | ------ |
| 1   | Colombia | 2        | 2        | 0        | 6   | 6    | 1    | 6.000 | 176    | 126    | 1.396  |
| 2   | Perú     | 2        | 1        | 1        | 3   | 4    | 3    | 1.333 | 172    | 131    | 1.312  |
| 3   | Uruguay  | 2        | 0        | 2        | 0   | 0    | 6    | 0.000 | 59     | 150    | 0.393  |

| Fecha       | Hora  | Partido  | Partido   | Partido  | Sets  | Sets  | Sets  | Sets  | Sets | Puntuación total | Reporte |
| Fecha       | Hora  |          | Resultado |          | 1     | 2     | 3     | 4     | 5    | Puntuación total | Reporte |
| ----------- | ----- | -------- | --------- | -------- | ----- | ----- | ----- | ----- | ---- | ---------------- | ------- |
| 27 de julio | 14:45 | Colombia | 3 – 0     | Uruguay  | 25-12 | 25-4  | 25-13 | -     | -    | 75 – 29          | Reporte |
| 28 de julio | 17:00 | Perú     | 3 – 0     | Uruguay  | 25-11 | 25-5  | 25-14 | -     |      | 75 – 30          | Reporte |
| 29 de julio | 17:00 | Perú     | 1 – 3     | Colombia | 23-25 | 28-26 | 23-25 | 23-25 | -    | 97 – 101         | Reporte |

### Fase final

#### Partido 5.º y 6.º puesto
| Fecha       | Hora  | Partido | Partido   | Partido | Sets  | Sets  | Sets  | Sets | Sets | Puntuación total | Reporte |
| Fecha       | Hora  |         | Resultado |         | 1     | 2     | 3     | 4    | 5    | Puntuación total | Reporte |
| ----------- | ----- | ------- | --------- | ------- | ----- | ----- | ----- | ---- | ---- | ---------------- | ------- |
| 30 de julio | 13:30 | Chile   | 3 – 0     | Uruguay | 25-18 | 25-14 | 25-16 | -    | -    | 75 – 48          | Reporte |

#### Clasificación 1.º al 4.º puesto
|  | Semifinales | Semifinales |   |      | Final        | Final |  |
|  |             |             |   |      |              |       |  |
|  |             |             |   |      |              |       |  |
|  | Brasil      | 3           |   |      |              |       |  |
|  | Perú        | 1           |   |      |              |       |  |
|  |             |             |   |      |              |       |  |
|  |             |             |   |      |              |       |  |
|  |             |             |   |      | Brasil       | 3     |  |
|  |             | Colombia    | 1 |      |              |       |  |
|  |             |             |   |      |              |       |  |
|  |             |             |   |      |              |       |  |
|  |             |             |   |      | Tercer lugar |       |  |
|  |             |             |   |      |              |       |  |
|  | Colombia    | 3           |   | Perú | 3            |       |  |
|  | Argentina   | 1           |   |      | Argentina    | 1     |  |

##### Semifinales
El horario de los partidos de semifinales fue invertido respecto de la programación inicial
| Fecha       | Hora  | Partido  | Partido   | Partido   | Sets  | Sets  | Sets  | Sets  | Sets | Puntuación total | Reporte |
| Fecha       | Hora  |          | Resultado |           | 1     | 2     | 3     | 4     | 5    | Puntuación total | Reporte |
| ----------- | ----- | -------- | --------- | --------- | ----- | ----- | ----- | ----- | ---- | ---------------- | ------- |
| 30 de julio | 15:45 | Colombia | 3 – 1     | Argentina | 25-17 | 25-16 | 24-26 | 25-23 | -    | 99 – 82          | Reporte |
| 30 de julio | 18:00 | Brasil   | 3 – 1     | Perú      | 23-25 | 25-23 | 27-25 | 25-16 | -    | 100 – 89         | Reporte |

##### Partido3.ery 4.º puesto
| Fecha       | Hora  | Partido | Partido   | Partido   | Sets  | Sets  | Sets  | Sets  | Sets | Puntuación total | Reporte |
| Fecha       | Hora  |         | Resultado |           | 1     | 2     | 3     | 4     | 5    | Puntuación total | Reporte |
| ----------- | ----- | ------- | --------- | --------- | ----- | ----- | ----- | ----- | ---- | ---------------- | ------- |
| 31 de julio | 15:45 | Perú    | 3 – 1     | Argentina | 25-23 | 25-19 | 18-25 | 25-20 | -    | 93 – 87          | Reporte |

##### Final
| Fecha       | Hora  | Partido | Partido   | Partido  | Sets  | Sets  | Sets  | Sets  | Sets | Puntuación total | Reporte |
| Fecha       | Hora  |         | Resultado |          | 1     | 2     | 3     | 4     | 5    | Puntuación total | Reporte |
| ----------- | ----- | ------- | --------- | -------- | ----- | ----- | ----- | ----- | ---- | ---------------- | ------- |
| 31 de julio | 18:00 | Brasil  | 3 – 1     | Colombia | 15-25 | 25-22 | 25-22 | 25-16 | -    | 90 – 85          | Reporte |

## Clasificación general
| Pos.              | Equipo    |
| ----------------- | --------- |
| Medalla de oro    | Brasil    |
| Medalla de plata  | Colombia  |
| Medalla de bronce | Perú      |
| 4                 | Argentina |
| 5                 | Chile     |
| 6                 | Uruguay   |

## Distinciones individuales
Equipo ideal elegido por la organización del torneo.
- Segunda mejor central:  Mayany De Souza
- Mejor central:  Lays De Freitas
- Segunda mejor punta:  Drusylla Costa
- Mejor punta:  Ángela Leyva
- Mejor armadora:  María Alejandra Marín
- Mejor opuesta:  Dayana Segovia
- Mejor libero:  Camila Gómez
- Jugadora más valiosa (MVP):  María Alejandra Marín